# Монумент Победы
Монуме́нт Побе́ды — московский обелиск, расположенный на площади Победителей в Парке Победы на Поклонной горе. Был возведён в 1994—1995 годах по проекту скульптора Зураба Церетели при содействии архитекторов Леонида Вавакина и Владимира Будаева, открыт 9 мая 1995 года. Монумент является самым высоким памятником в России.

## Описание

Скульптура богини Ники с ангелами на обелиске, 2004 год

Тысячетонный трёхгранный обелиск символизирует собой солдатский штык, поднимающийся на 141,8 метра: каждые 10 сантиметров памятника символизируют один день войны. На высоте 104 метров на монументе установлена 25-тонная бронзовая статуя богини победы Ники, держащей в руках венок и окружённой фигурами двух ангелов с трубами. У основания стелы также расположена конная статуя Георгия Победоносца, который поражает копьём змея, символизирующего фашизм. Обелиск декорирован позолоченными названиями городов-героев и барельефами Сталинградской и Курской битвы и Белорусской операции.

## История
Идеи соорудить мемориальный комплекс в Москве в честь победы в Великой Отечественной войне высказывались ещё в середине 1940-х годов: архитектор Сергей Нанушьян предлагал построить на Лобном месте памятник Победы высотой 50 метров, его коллега Леонид Павлов разработал проект Арки героев на месте Исторического музея. Эти проекты, однако, не были поддержаны секретарём ЦК ВКП(б) Иосифом Сталиным. К идее установки памятника ЦК КПСС вернулся в 1955-м по просьбе маршала Георгия Жукова. 31 мая 1957 года Политбюро приняло постановление о сооружении в Москве монумента Победы, а 23 февраля следующего года, в День советской армии, на Поклонной горе установили закладной камень с надписью: «Здесь будет построен памятник победы советского народа в Великой Отечественной войне 1941—1945 годов».
Конкурс на лучший проект монумента был объявлен только в 1985-м, когда началось обустройство Парка Победы. По его итогам предполагалось соорудить памятник, разработанный архитекторами Львом Голубовским, Яковом Белопольским и скульптором Николаем Томским. Они предложили отказаться от монументальности и создать реалистичную 72-метровую скульптуру из красного гранита, изображавшую красноармейцев, держащих пробитое пулями Знамя Победы. Композицию должны были окружать две полуарки с держащимися на тросах колоколом и кубическими блоками из цифр «1941—1945». Однако проект не реализовали, так как он существенно противоречил парадному стилю уже воздвигнутых в городе мемориалов.
Осенью 1986 года был объявлен новый конкурс на проект монумента, на этот раз открытый. Однако результаты его первого этапа, завершившегося весной 1987 года, были аннулированы из-за «сковавших творческую фантазию жестких рамок». В начале 1988 года в Манеже состоялась выставка более 500 работ, присланных на конкурс, и жюри выбрало из них 10 для следующего этапа. Во втором этапе в начале 1989 года жюри признало два проекта потенциально интересными и объявило третий тур. Однако в его результате судьи не вынесли решения о победителе, а предложили закрыть конкурс.
К строительству памятника вернулись в 1993 году без объявления официального конкурса проектов. Руководителем назначили главного архитектора Москвы Леонида Вавакина, его коллегу Владимира Будаева и скульптора Зураба Церетели. Установка монумента при содействии инженеров Б. В. Остроумова , С. П. Муринова и С. С Кармилова проводилась компанией Моспромстрой и Института строительных металлоконструкций имени Мельникова (ЦНИИПСК). Построенный за девять месяцев памятник торжественно открыли 9 мая 1995 года перед Музеем Победы.

## Особенности конструкции
Сложная форма монумента обладает аэродинамической неустойчивостью. В процессе проектирования модель обелиска продувалась в аэродинамической трубе Центрального аэрогидродинамического института, что позволило скорректировать ряд аэродинамических параметров формы.
Восьмиметровая опорная часть памятника выполнена в виде двух стальных цилиндров. Она уходит на 3,7 метра под землю, где крепится к бетонной плите диаметром около сорока метров. На опорной части стоит несущий каркас стелы, изготовленный из высокоуглеродистой стали марки 09Г2У. Защита металлоконструкций от коррозии выполнена с помощью газотермического напыления по проекту ЦНИИПСК.
Монумент оснащён системой динамических гасителей колебаний, главный из которых имеет массу 10 тонн и находится за спиной скульптуры богини Ники. Внутри холма, на котором стоит памятник, находятся служебные помещения, в которых оборудована станция мониторинга состояния. В стелу вмонтирован обслуживающий лифт, который поднимается на 87 метров.
В 2011-м обелиск отремонтировали и укрепили. Мэрия Москвы выделила средства на защиту памятника от резонансных колебаний и коррозии, а также восстановление покрытия монумента. Общая стоимость ремонта составила 5 миллионов рублей. По состоянию на 2016 год, эксплуатацию обелиска обеспечивает ГБУ «Гормост».